# Региональная лига Кыргызстана по футболу
Региональная лига Кыргызстана по футболу — третий по значимости дивизион в системе футбольных лиг Кыргызстана. До 2022 года турнир был известен как Вторая лига Кыргызстана. Действующим победителем является клуб «Фрунзе» (Чуйская область), завоевавший трофей по итогам финального этапа сезона 2024 года. Победитель Региональной лиги получает право выступать в Национальной лиге.
Точная дата основания турнира не выяснена, однако известно, что к 2005 году был проведён 14-й по счёту розыгрыш первенства среди клубов Чуйской области и города Бишкек.
В 2022 году турнир проводился Профессиональной футбольной лигой Кыргызстана (ПФЛК) и Федерацией футбола Чуйской области.

## Участники
В сезоне 2023 года в турнире принимали участие 8 клубов:
- «Беловодск» (Беловодское)
- «Герреро» (Бишкек)
- «Жаны-Жер» (Джаны-Джер)
- «Импульс» (Джаны-Джер)
- «Каинда» (Каинды)
- «Киргшелк» (Кант)
- «Кызыл-Туу» (Сокулук)
- «Шопоков» (Шопоков)

## Результаты
| Год  | Уч. | Призёры                           | Призёры                            | Призёры                             |
| Год  | Уч. | Победитель                        | 2-е место                          | 3-е место                           |
| ---- | --- | --------------------------------- | ---------------------------------- | ----------------------------------- |
| 2005 |     | Дандыбай                          | Орто-Нур (совхоз им. Фрунзе)       |                                     |
| 2008 | 12  | Цементник (Кант)                  | Болуш (совхоз им. Фрунзе)          | Намыс (Кызыл-Туу)                   |
| 2011 | 11  | Военно-Антоновка                  | Ак-Торпок                          | Ыссык-Ата                           |
| 2012 |     | неизвестно                        |                                    |                                     |
| 2016 |     | Ветка                             | Военно-Антоновка                   | Петровка                            |
| 2019 |     | Ала-Бука (Джала-Абадская область) | Беловодское (Чуйская область)      | Чолпон-Ата (Иссык-Кульская область) |
| 2022 | 6   | Токмок                            | Тепе-Коргон                        |                                     |
| 2023 | 8   | Кызыл-Туу                         | Кок-Жангак                         | Кашкар-Биримдик                     |
| 2024 |     | Фрунзе (Чуйская область)          | Jallywood (Жалал-Абадская область) | Мурас 2019 (Чуйская область)        |

1. ↑  2016 — результаты по итогам первого круга.

## Лучшие бомбардиры
| Год  | Футболист                     | Голов |
| ---- | ----------------------------- | ----- |
| 2011 | Саламат Самсалиев (Ыссык-Ата) | 19    |